# Ганноверське курфюрство
Ганноверське курфюрство (нім. Kurfürstentum Hannover або Kurhannover), офіційно Брауншвейг-Люнебурзьке курфюрство (нім. Kurfürstentum Braunschweig-Lüneburg) — курфюрство Священної Римської імперії, що існувало у 1692—1806 роках на північному заході Німеччини зі столицею у Ганновері. Протягом більшої частини свого існування курфюрство перебувало у персональній унії зі Сполученин Королівством Великої Британії та Ірландії згідно з актом про спадкування престолу Великої Британії 1701 року.
Брауншвейг-Люнебурзьке герцогство було розділене в 1269 році між різними гілками Дому Вельфів. Каленберзьке князівство, яким керувала молодша гілка родини, стало найбільшою та наймогутнішою державою Брауншвейг-Люнебургу. У 1692 році імператор Священної Римської імперії надав князю Каленберзькому статус курфюрста, утворивши нове Брауншвейг-Люнебурзьке курфюрство.
Доля курфюрства була повязана з Великою Британією. Акт про спадкування престолу Великої Британії 1701 року та Акт про унію 1707 року встановили спадкоємність британського престолу за найближчою родичкою-протестанткою королеви Анни, курфюрсткою Софією Ганноверською, та її нащадками.
В 1714 році курфюрст Ганноверський став королем Великобританії. Таким чином Великій Британі довелось захищати німецькі володіння короля. Тим не менш, Ганновер залишався окремо керованою територією з власними урядовими органами, і країні доводилося підписувати договір з Великою Британією щоразу, коли ганноверські війська воювали у війні на британському боці. У 1807 році воно було об'єднане з наполеонівським Вестфальським королівством, у 1814 році воно було відновлено як Ганноверське королівство, а особиста унія з британською короною проіснувала до 1837 року.

## Виникнення та назва
У 1692 році імператор Леопольд I Габсбург надав герцогу Брауншвейг-Люнебурзькому, князю Каленберзькому Ернсту Августу статус курфюрста, як нагороду за допомогу надану ним у Війні Аугсбурзької ліги. Таким чином колегія курфюрстів була розширена до 9-ти представників, що викликало спротив серед інших імперських князів. Лише у 1708 році рейхстаг Священнοї Римської імперії офіційно затвердив це положення.
Вживана, у тому числі в історичній науці, назва курфюрства походить від його столиці Ганновера, але офіційна імперська назва залишилась за назвою герцогства: Брауншвейг-Люнебурзьке курфюрство. На гербі та прапорі курфюрства зображений саксонський кінь — геральдичний мотив, пов'язаний з німецькими провінціями Нижня Саксонія та Вестфалія, а також нідерландським регіоном Твенте, оскільки курфюрство охоплювало значні частини племінного Саксонського герцогства.

## Географія

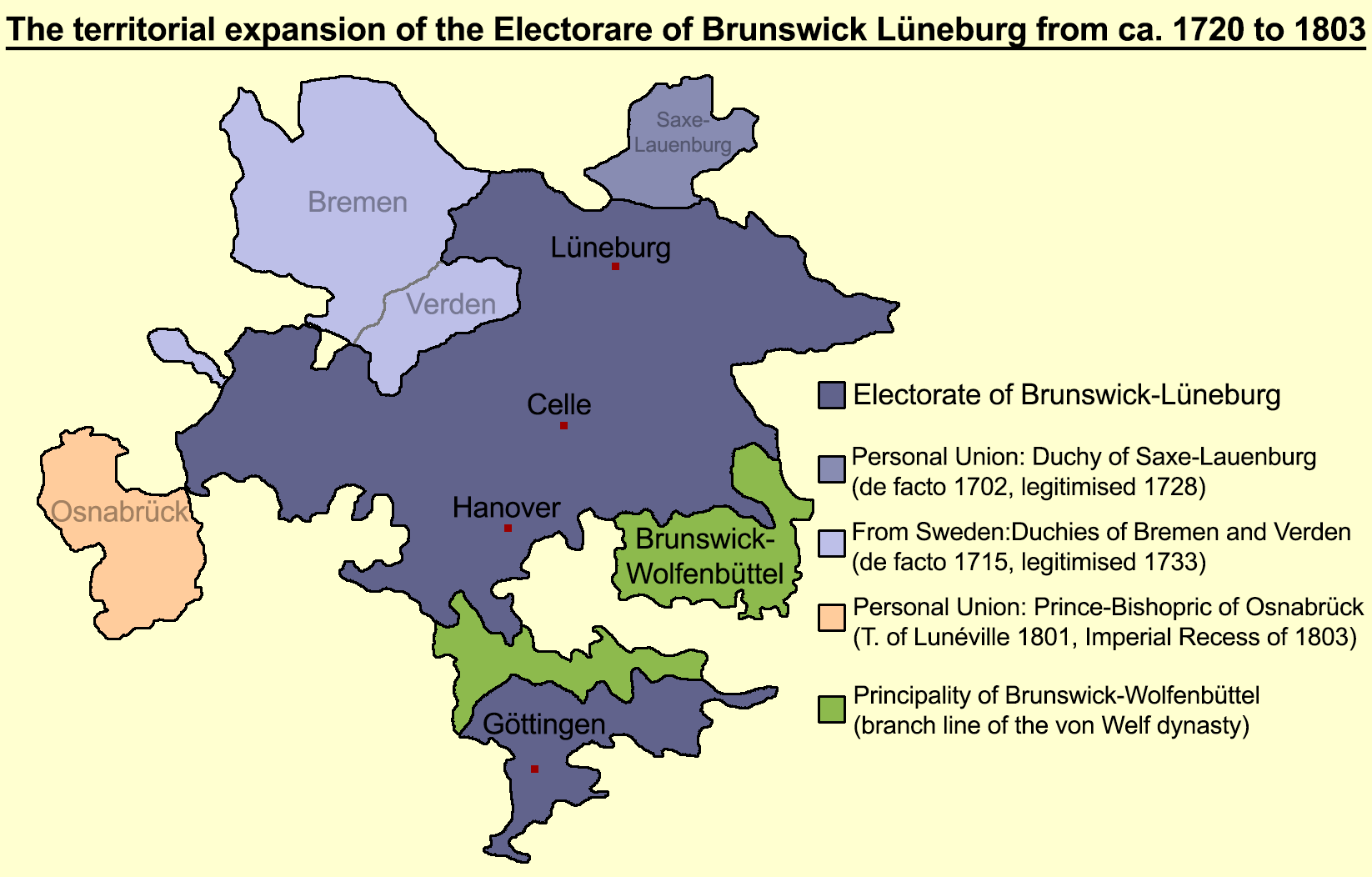
Схематична карта Брауншвейг-Люнебурзького герцогства, включаючи Ганноверське курфюрство (синій) і Брауншвейг-Вольфенбюттельське князівство (зелений), біля 1720 р.: курфюрст Георг I Людовик придбав Саксен-Лауенбург і Бремен-Верден, його наступник Георг II Август отримав землю Гадельн (1731, не показано на карті), а Георг III придбав Оснабрюцьке принц-єпископство (1803)

Ганноверське курфюрство охоплювало значні частини сучасної німецької землі Нижня Саксонія в Північній Німеччині. Окрім Каленберзького князівства, воно також включало колишні князівські землі Геттінген і Грубенгаген, а також територію колишнього графства Хойя.
У 1705 році курфюрст Георг I Людовик успадкував Люнебузьке князівство з Саксен-Лауенбурзьким герцогством після смерті свого дядька, герцога Георга Вільгельма Брауншвейг-Люнебурзького. У 1715 році він придбав герцогства Бремен-Верден у короля Данії Фрідріха IV (підтверджено Стокгольмським договором 1719 року), завдяки чому його курфюрство, яке до того не мало виходу до моря, отримало вихід до Північного моря.
У 1700 році території, що формують виборчий корпус, запровадили, як і всі інші протестантські території безпосередності імперії, «покращений календар», як протестанти називали григоріанський календар, щоб уникнути згадування імені папи Григорія XIII. Таким чином, за неділею 18 лютого (за старим стилем) прийшов понеділок 1 березня (за новим стилем).

## Історія

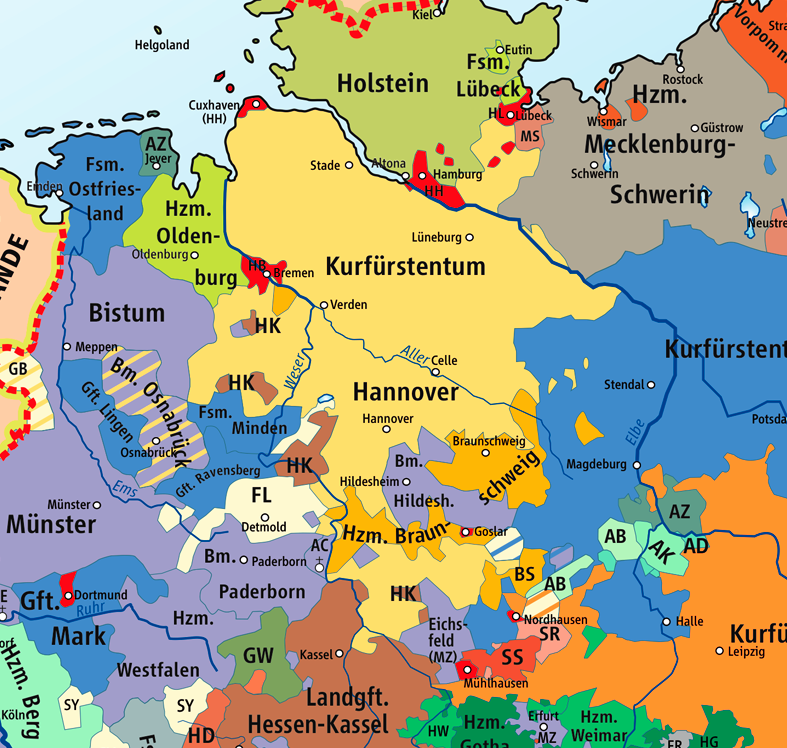
Ганноверське курфюрство в північно-східній частині Священної Римської імперії в 1789 році

У 1692 році імператор Священної Римської імперії Леопольд I підвищив сина Георга, герцога Ернеста Августа, до рангу курфюрста імперії як нагороду за допомогу, надану у Війні великого альянсу. Були протести проти додавання нового курфюрста, і підвищення не стало офіційним (зі схваленням імперського сейму) до 1708 року в особі сина Ернеста Августа, Георга Людвіга. Хоча титули курфюрста належали до герцога Брауншвейг-Люнебурзького та курфюрста Священної Римської імперії, його зазвичай називають Ганноверським курфюрстом за його резиденцією.
Ганновер придбав Бремен-Верден у 1719 році.
Курфюрство було юридично зобов'язане бути неподільним: воно могло приєднувати свою територію, але не відчужувати територію чи бути розділеним між кількома спадкоємцями; і його правонаступництво повинно було слідувати чоловічому первородству. Територія, призначена виборцям, включала Брауншвейг-Люнебурзькі князівства Каленберг, Грубенгаген і Люнебург (хоча на той час Люнебургом правив старший брат Ернеста Августа) і графства Діпхольц і Хойя.

### Зв'язок з Великою Британією

Цивільний прапор Ганновера (1727—1801).

Акт про спадкування престолу Великої Британії 1701 року та Акт про унію 1707 року встановили спадкоємність британського престолу за найближчою родичкою-протестанткою королеви Анни, курфюрсткою Софією Ганноверською, та її нащадками.
У 1714 році Георг став королем Великої Британії та Ірландії, і таким чином курфюрство та Велика Британія та Ірландія керувалися в особистій унії. Володіння курфюрстів у Німеччині також зросли, оскільки вони де-факто придбали колишні шведські герцогства Бремен і Верден у 1719 році.
Георг Луї помер у 1727 році, і його спадкоємцем став його син Георг II Август. У 1728 році імператор Карл VI офіційно посвятив Георгу II (дав йому землю в обмін на заставу служби) повернутий феод Саксен-Лауенбург, яким де-факто керували в особистій унії з Ганновером і з одним із попередніх князівств Люнебург з 1689 року.
У 1731 році Ганновер також отримав Хадельн. Натомість Ганновер визнав Прагматичну санкцію 1713 року, яка змінила спадкове право Габсбургів. Георгу II Августу знадобилося до 1733 року, щоб переконати Карла VI віддати йому також герцогство Бремен і князівство Верден, які в просторіччі називають герцогствами Бремен-Верден. Під час обох нагороджень Георг II Август поклявся, що він буде поважати існуючі привілеї та конституції станів у Бремен-Вердені та Гадельні, підтверджуючи таким чином 400-річні традиції участі стану в управлінні.
У Ганновері, столиці виборчого округу, Таємна рада Ганновера (виборчий уряд) встановила нове міністерство, відповідальне за імперські маєтки, якими керують виборці в особистій унії. Він називався департаментами Бремен-Верден, Гадельн, Лауенбург і Бентхайм. Тим не менш, більшу частину часу виборці провели в Англії. Прямий зв'язок з виборцями підтримувався через канцелярію німецького канцлера, розташовану в Сент-Джеймсському палаці в Лондоні.

### Семирічна війна
Під час Французько-індіанської війни (1754—1763) у північноамериканських колоніях Британія побоювалася вторгнення Франції в Ганновер. Георг II уклав союз зі своїм прусським двоюрідним братом Фрідріхом II, поєднавши північноамериканський конфлікт із Бранденбурзько-Пруссо-австрійською Третьою Сілезькою, або Семирічною війною (1756—1763).
Влітку 1757 року французи вторглися в Ганновер і перемогли сина Георга II, принца Вільяма, герцога Камберлендського, який очолював англо-ганноверську армію, у битві при Гастенбеку та відкинули його та його армію у віддалений Бремен-Верден, де в колишньому Цефенському монастері він капітулював 18 вересня (Клостер-Цефенська конвенція). Однак Георг II не визнав цю конвенцію. Наступного року британська армія, підтримана військами з Пруссії, Гессен-Касселя та Брауншвейг-Вольфенбюттельського князівства, знову вигнала окупантів. Ганновер залишався неушкодженим до кінця війни.

### Війни за незалежність Франції
Після закінчення війни панував мир до початку Французької війни за незалежність. Війна Першої коаліції проти Франції (1792—1797) за участю Великої Британії, Ганновера та інших військових союзників, які утворювали коаліцію, не торкнулася території Ганноверу, оскільки перша Французька республіка воювала на кількох фронтах, навіть на власній території. Чоловіків було призвано на службу до 16 000 ганноверських солдатів, які воювали в Нідерландах під британським командуванням проти Франції. У 1795 році Священна Римська імперія оголосила про свій нейтралітет, включаючи Ганновер, але мирний договір з Францією обговорювався, поки він не провалився в 1799 році. Проте Пруссія, зі свого боку, завершила війну з Францією Базельським договором (1795), який передбачав, що Пруссія забезпечить нейтралітет Священної Римської імперії на всіх територіях останньої на північ від демаркаційної лінії річки Майн, включаючи британські континентальні домініони Ганновер, Бремен-Верден і Саксен-Лауенбург. З цією метою Ганновер також мав надати війська для так званої демаркаційної армії, яка зберігала збройний нейтралітет.

### Наполеонівська доба
Під час Війни другої коаліції (1799—1802) Наполеон закликав Пруссію окупувати континентальні британські домініони. У 1801 році відбулося вторгнення 24 000 прусських солдатів, яке захопило Ганновер зненацька і змусило його здатись без бою. У квітні прусські військові прибули до Штаде, столиці Бремен-Вердена, і залишилися там до жовтня. Британці спочатку ігнорували ворожість Пруссії, але коли остання приєдналася до профранцузької коаліції озброєних нейтральних держав, включаючи Данію, Норвегію та Росію, Британія почала захоплювати прусські кораблі. Після Копенгагенської битви (1801) коаліція розпалася, і Пруссія вивела свої війська.
У рамках німецької медіатизації 25 лютого 1803 року виборці отримали принц-єпископство Оснабрюка в реальній унії, яким керував кожен другий правитель Ганноверського дому з 1662 року.
Після того як Британія, цього разу без союзників, оголосила війну Франції (18 травня 1803 р.), французькі війська 26 травня вторглися в Ганновер. Відповідно до Артленбурзької конвенції (5 липня 1803), яка підтверджувала військову поразку Ганновера, Ганноверська армія була роззброєна, а її коні та боєприпаси передані французам. Таємна рада Ганновера разом із міністром Фрідріхом Францом Дітеріхом фон Бремером втекла до Саксен-Лауенбурзького герцогства на іншому березі Ельби, де Великобританія та Ганновер правили у особистій унії. Незабаром французи зайняли Саксен-Лауенбург також.
Восени 1805 року, на початку Війни третьої коаліції (1805), французькі окупаційні війська залишили Ганновер через участь у поході проти Австрії. Ганновер захопили британські, шведські та російські коаліційні війська . У грудні Французька імперія поступилася Ганновером, який вона більше не контролювала, Пруссії, і остання окупувала його на початку 1806 року.
6 серпня 1806 року Священна Римська імперія була розпущена, тим самим скасувавши функцію князів-курфюрстів, які обирали своїх імператорів. Після того, як Пруссія виступила проти Франції у Війні четвертої коаліції, вона зазнала поразки в битві під Єноб та Ауерштедтом (11 листопада 1806 р.) і Франція відбила Ганновер.
Після Тільзітського мирного договору в 1807 році було засновано нове Вестфальське королівство, яким керував брат Наполеона Жером Бонапарт, що включало території колишнього Гессенського курфюрства, Брауншвейг-Люнебурзьке герцогство, Брауншвейг-Вольфенбюттельське князівство і колишні прусські території. На початку 1810 року власне Ганновер і Бремен-Верден, але не Саксен-Лауенбург, також були анексовані Вестфалією. Намагаючись утвердити Континентальну систему, наприкінці 1810 року Французька імперія анексувала все континентальне узбережжя Північного моря (аж до Данії) і території вздовж ділянок річок, придатних для судноплавства, включаючи Бремен-Верден і Саксен-Лауенбург і деякі прилеглі території власне Ганновера.
Уряд Георга III, однак, не визнав анексію Франції і вів безперервну війну з Францією протягом усього періоду, а ганноверські міністри продовжували діяти з Лондона. Таємна рада Ганновера мала власну окрему дипломатичну службу, яка підтримувала зв'язки з такими країнами, як Австрія та Пруссія. Ганноверська армія була розпущена, але багато офіцерів і солдатів вирушили до Англії, де вони сформували Королівський німецький легіон. Це була єдина німецька армія, яка безперервно воювала проти французів протягом наполеонівських війн.
Французький контроль тривав до листопада 1813 року, коли територія була захоплена союзними військами після Битви під Лейпцигом, що означало остаточний кінець наполеонівської клієнтської держави Вестфалії, а також усієї Рейнської конфедерації, і правління дому Ганновера було відновлено. Колишнє курфюрство стало королівством Ганновер, яке було підтверджено на Віденському конгресі в 1814 році.

## Ганноверські курфюрсти
Курфюрство було юридично неподільним: воно могло додавати до своєї території, але не відчужувати територію чи бути розділеним між декількома спадкоємцями, як це було правило раніше, що часом призводило до множини Брауншвейг-Люнебурзьких князівств. Його правонаступництво повинно було слідувати чоловічому первородству. Оскільки це суперечило Салічному закону, який тоді був дійсним для герцогської родини, зміна потребувала імперського підтвердження, яке імператор Леопольд I надав у 1692 році.
У 1692 році, під час підвищення його до рангу курфюрства, його територія складалася з Брауншвейгу-Люнебурзьких князівств Каленберг і Грубенгаген, які були межею колишнього  вже успадкував у 1665 році. Однак до затвердження курфюрства імперським сеймом у 1708 році лінія Каленбергів успадкувала Целльське князівство в 1705 році. Крім того, були включені раніше придбані графства Діпхольц і Хойя.
Хоча в 1806 році Священна Римська імперія була розпущена, уряд Георга III не вважав цей розпад остаточним, і він продовжував називатися «герцогом Брауншвейг-Люнебурзьким, архіскарбником і князем-курфюрстом Священної Римської імперії» до 1814 року.
| Курфюрст                 | Курфюрст | Дати правління | Правонаступництво   | Примітки |
| ------------------------ | -------- | -------------- | ------------------- | --- |
| Георг I Людовик          |          | 1708–1727      | Син Ернста Августа. | У 1714 році став королем Великої Британії та Ірландії . Придбав Бремен-Верден у 1719 році. |
| Георг II Август          |          | 1727–1760 рр   | Син Георга I        | Придбав землю Хадельн у 1731 році. |
| Георг III Вільям Фрідріх |          | 1760–1806 рр   | Онук Георга II      | Став королем Сполученого Королівства (за Актом про унію з Ірландією) у 1801 році. У 1803 році отримав Оснабрюкське єпископство . Фактична влада була втрачена та відновлена різними окупаціями та анексіями під час Великої французької війни 1801—1813 років: втрачена (початок 1801), відновлена (квітень 1801), втрачена (травень 1803), відновлена (осінь 1805), втрачена (початок 1806) і відновлена (жовтень 1813). Хоча виборчий титул втратив чинність після розпаду Священної Римської імперії в 1806 році, Джордж не визнав цього розпаду. Проголошений королем Ганновера на початку 1814 року і отримав широке визнання під час Віденського конгресу 1814—1815 років. |

## Виноски
1. ↑  У XVIII столітті під час протистоянь між Великобританією та Францією, французька армія вторгалася або погрожувала вторгнутися в Ганновер, змушуючи Велику Британію втрутитися дипломатичним і військовим шляхом для захисту курфюрства. У 1806 році Георг III навіть оголосив війну Пруссії після того, як король Фрідріх Вільгельм III під сильним тиском Наполеона анексував німецькі володіння Георга III.[3]